# Instituto Catalán de Arqueología Clásica
El Instituto Catalán de Arqueología Clásica  (en catalán: Institut Català d'Arqueologia Clàssica) es un centro de investigación público en arqueología clásica creado en 2000 por la Generalidad de Cataluña y la Universidad Rovira i Virgili, con la participación del Consejo Interuniversitario de Cataluña. Tiene como finalidad la investigación, la formación avanzada y la difusión de la civilización y cultura clásicas. Su sede se encuentra en Tarragona, en un edificio cedido por la Universidad Rovira i Virgili y el Ayuntamiento de la ciudad.
Además de impulsar varias líneas de investigación, también efectúa la docencia de un máster en Arqueología Clásica conjuntamente con la Universidad Rovira i Virgili y la Autónoma de Barcelona.